# Jakubowice Konińskie
Jakubowice Konińskie (do 2001 r. - Jakubowice) – wieś w Polsce położona w województwie lubelskim, w powiecie lubelskim, w gminie Niemce.
Przez miejscowość przepływa rzeka Ciemięga, lewy dopływ Bystrzycy.
W latach 1954–1959 wieś należała i była siedzibą władz gromady Jakubowice, po jej zniesieniu w gromadzie Krasienin. W latach 1975–1998 miejscowość należała administracyjnie do województwa lubelskiego.
Wieś stanowi sołectwo gminy Niemce. Według Narodowego Spisu Powszechnego z roku 2011 wieś liczyła 1346 mieszkańców.

## Zabytki
Według rejestru zabytków Narodowego Instytutu Dziedzictwa na listę zabytków wpisane są obiekty:
- zespół dworski, nr rej.: A/352 z 8.04.1968 i z 21.01.1985:

Składający się z:
- dworu z 1 połowy XVI, XVIII/XIX, po 1970
- parku